# مورارجي ديساي
مورارجي ديساي (29 فبراير 1896 ـ 10 أبريل 1995) هو سياسي وناشط هندي من أجل الاستقلال، كان الرئيس الرابع لوزراء الهند في الفترة من 1977 إلى 1979 عن حزب جاناتا.
عاش ديساي طويلًا، وعمل بالسياسة سنوات طويلة تقلد فيها العديد من المناصب الحكومية الرفيعة، من بينها منصب كبير وزراء ولاية بومباي، ووزير الداخلية، ووزير المالية، والنائب الثاني لرئيس وزراء الهند. وقد اشتهر ديساي عالميًا بنشاطه من أجل السلام، وسعى لإقرار السلام بين بلاده وبين غريمتها التقليدية باكستان. وقد سعى ديساي ـ في أعقاب التفجير النووي الهندي الأول سنة 1974 ـ إلى إحلال العلاقات الودية مع الصين وباكستان، وتعهد بالسعي لمنع تجدد الصدامات المسلحة، كالحرب الهندية الباكستانية التي اندلعت سنة 1971. وقد تعرض لاتهامات بتثبيط عمل وكالة الاستخبارات الهندية السرية المسماة بجناح البحث والتحليل الهندي.

## دفاعه عن العلاج بالبول
كان ديساي يداوم على شرب بوله كل صباح بغرض التداوي لسنوات طويلة. وقد تحدث في حوار مع الصحفي الأمريكي دان راذير ببرنامجه «60 دقيقة» سنة 1978 عن فوائد شرب البول والتداوي به، مؤكدًا أن العلاج بالبول هو الحل الطبي الأمثل لملايين الهنود الذين لا يجدون ثمن الدواء، كما كان يعزو طول عمره إلى مواظبته على شرب البول، الذي كان يسميه «ماء الحياة».

## روابط خارجية
- مورارجي ديساي على موقع IMDb (الإنجليزية)
- مورارجي ديساي على موقع الموسوعة البريطانية (الإنجليزية)
- مورارجي ديساي على موقع مونزينجر (الألمانية)
- مورارجي ديساي على موقع إن إن دي بي (الإنجليزية)